# Neagolius schlumbergeri
Neagolius schlumbergeri es una especie de escarabajo del género Neagolius, familia Scarabaeidae. Fue descrita científicamente por Seidlitz.
Se distribuye por España; se ha encontrado en el puerto de la Cubilla a 1650 metros. Mide 5,2 milímetros de longitud.